# Otto Reintjes
Otto Reintjes (* 20. Februar 1950 in Frankfurt am Main) ist ein ehemaliger deutscher Basketballspieler und -funktionär. Er bestritt drei A-Länderspiele für Deutschland und war später Manager von TSV Bayer 04 Leverkusen sowie Geschäftsführer der Basketball-Bundesliga.

## Laufbahn
Reintjes wurde in Frankfurt am Main geboren und wuchs in Stuttgart auf. Er spielte Fußball und ab 15 Jahren Basketball, nachdem er von seinen Eltern aufgrund dürftiger schulischer Leistungen Fußballverbot erhalten hatte. Reintjes spielte Basketball in Stuttgart-Feuerbach, dann in Ludwigsburg. Er absolvierte bei Siemens eine Lehre als Industriekaufmann, später studierte er Sozialwissenschaft.
1968 nahm er mit der deutschen Nationalmannschaft an der Junioreneuropameisterschaft in Spanien teil. 1971 wechselte er zum TuS 04 Leverkusen. Anfang Dezember 1971 traf er mit Leverkusen im Europapokal der Landesmeister in einem Heimspiel auf Real Madrid. Reintjes, der bei der knappen Niederlagen in der vollbesetzten Kurt-Rieß-Halle II 13 Punkte erzielte, bestritt am Ende desselben Monats sein erstes von drei A-Länderspielen für die Bundesrepublik Deutschland. Mit den Rheinländern wurde Reintjes 1972 und 1976 deutscher Meister und gewann dreimal (1972, 1974, 1976) den DBB-Pokal. In seinen insgesamt 125 Bundesliga-Spielen kam er zwischen 1971 und 1978 auf einen Schnitt von 5,1 Punkten je Begegnung.
Nach seiner Spielerkarriere machte Reintjes die A-Trainerlizenz und arbeitete wie bereits zu Spielerzeiten als Jugendtrainer in Leverkusen. 1973 führte er die B-Jugendmannschaft des Vereins (u. a. mit Reiner Frontzek und Thomas Röhrich) zum Gewinn der deutschen Meisterschaft. Er förderte unter anderem den späteren NBA-Star Detlef Schrempf. Ab 1980 wirkte Reintjes als Geschäftsführer/Manager von Leverkusens Bundesligamannschaft, in seine Amtszeit fallen die deutschen Meistertitel 1985 und 1986 sowie die Serie mit sieben Meistertiteln in Folge (1990 bis 1996). In der Saison 1984/85 fungierte er als Interimstrainer der Bundesligamannschaft. Reintjes arbeitete hauptamtlich als Manager und war in Sachen Professionalisierung ein Pionier des deutschen Basketballsports. Er holte Dirk Bauermann als Nachwuchstrainer zu Bayer Leverkusen, 1989 machte er ihn vom Leverkusener Co- zum Cheftrainer, der Bayer in den kommenden sieben Spieljahren sieben Mal in Folge zum Gewinn der deutschen Meisterschaft führte. Zunächst hatte Reintjes erwogen, Bauermann einen erfahrenen Trainer an die Seite zu stellen, verzichtete letztlich aber darauf. Dabei hatte Reintjes Bauermann nach dem Abschluss von dessen Lehramtsstudium noch abgeraten, den Trainerberuf zu ergreifen, weil es sich um ein schwieriges Geschäft handele, Deutsche in der Branche kaum eine Chance hätten und Bauermann kein Nationalspieler gewesen sei, somit keine Lobby habe. Reintjes beschrieb seine Zusammenarbeit mit Bauermann als „gutes Beispiel für ein Erfolgsmodell“. Er und Bauermann seien in ihren jeweiligen Arbeitsgebieten besessen gewesen, so Reintjes, der das Zusammenspiel zwischen „jung und dynamisch“ (Bauermann) sowie „alt und erfahren“ (Reintjes) als „gute Ergänzung“ einschätzte.
Ab 1999 war er Geschäftsführer der Basketball-Bundesliga. Im Jahr 2000 forderte Reintjes im Fachblatt Basketball angesichts der zunehmenden Öffnung der Bundesliga für ausländische Spieler und wegfallende Ausländerbeschränkungen auf das Thema Identifikation der Anhänger mit den Mannschaften angesprochen: „Wir müssen dahin kommen, dass jeder Spieler, der in der BBL spielt, Deutsch lernt.“ Und für Bundesliga-Trainer gelte das „erst recht“, so Reintjes. Er war unter anderem am Zustandekommen des Vertrages der Liga mit dem Kirch-Konzern beteiligt, der Spielübertragungen und Sendungen im DSF und bei SAT.1 regelte. Gegen Ende seiner Amtszeit wurden schwere Vorwürfe gegen Reintjes erhoben: „In den Mittelpunkt der Kritik rückt immer mehr BBL-Comissioner Otto Reintjes. Die Bilanz aus dessen vierjährigen Schaffen ist wenig erfolgreich: Ein Ligasponsor als Nachfolger des ausgeschiedenen Modelabels s.Oliver wurde nicht gefunden. Der TV-Partner DSF ist mit den Einschaltquoten höchst unzufrieden, Sat. 1 hat sich bereits vor einem Jahr zurückgezogen. Nun wird Reintjes vorgeworfen, Klubs wie Hagen, Würzburg oder dem MBC vor Saisonbeginn zu leichtfertig die Lizenz erteilt zu haben“, schrieb die Welt am Sonntag am 21. März 2004. In einem Artikel in der Frankfurter Allgemeinen Zeitung setzte er sich zur Wehr und erklärte: „Alleinherrscher, König der Liga, das ist doch Quatsch. Die Vereine sind die Legislative. Und sie haben die unterschiedlichsten Interessen, die ich unter einen Hut bringen muss.“ Ende März 2005 schied er als Geschäftsführer der Bundesliga aus. Anschließend kehrte er zu Bayer Leverkusen zurück, wurde Abteilungsleiter Basketball und war maßgeblich am Umzug der Leverkusener Bundesligamannschaft 2008 nach Düsseldorf beteiligt. Zuvor hatte sich Reintjes mit großem Aufwand darum bemüht, das aufgrund der erheblichen Kürzung der Basketball-Förderung durch die Bayer AG entstandene Finanzloch zu stopfen. Als das gescheitert war, sagte Reintjes nach dem Ausscheiden der Mannschaft im Bundesliga-Viertelfinale gegen Frankfurt im Mai 2008 in einer Ansprache über die Hallenlautsprecher: „Das war die Saison, das waren 40 Jahre Basketball-Bundesliga in Leverkusen. Der Vorhang fällt.“